# Accipiter soloensis
Accipiter soloensis е вид птица от семейство Ястребови (Accipitridae). Видът е незастрашен от изчезване.

## Разпространение
Разпространен е в Камбоджа, Китай, Гуам, Хонконг, Индия, Индонезия, Япония, Корея, Република Корея, Лаос, Малайзия, Микронезия, Мианмар, Северни Мариански острови, Палау, Папуа-Нова Гвинея, Филипини, Русия, Сингапур, Тайван, Тайланд, Източен Тимор и Виетнам.